# Maria Helena Campos
Maria Helena Campos -más conocida como Heleninha- (São Paulo, 21 de septiembre de 1939) es una ex-jugadora brasileña de baloncesto, entrenadora y asistente técnico en la misma disciplina que ocupaba la posición de base.
Fue seleccionada del conjunto femenino de baloncesto de Brasil con el que alcanzó la medalla de plata en los Juegos Panamericanos de 1959 en Chicago y en los Juegos Panamericanos de 1963 en São Paulo, y la medalla de oro en los Juegos Panamericanos de 1967 en Winnipeg; además, fue vencedora del Campeonato Sudamericano de Baloncesto femenino adulto de Perú 1958, Brasil 1965 y Ecuador 1970.
Por otro lado, participó del equipo que alcanzó la medalla de bronce en el Campeonato Mundial de Baloncesto Femenino de 1971 realizado en Brasil. Adicionalmente, ha sido candidata para ingresar dentro del grupo de Miembros del Salón de la Fama FIBA.